# Orango (Guiné-Bissau)
A ilha de Orango é uma ilha situada no Arquipélago dos Bijagós ,pertencente a Guiné Bissau. Situada  aproximadamente nas coordenadas geográficas 11°06'10.7"N 16°07'53.5"W ,tem uma área aproximada de 272.5 km² e 1.250 Hab(2009). A maioria pertence a etnia Bijagó. Outros grupos étnicos instalaram-se recentemente na ilha, entre os quais pescadores Nhomincas, vindos do Saloum (Senegal)l.

## Biodiversidade
A ilha conjuntamente com as ilhas de Meneque, Orangozinho, Canogo e Imbone, bem como os ilhéus de Adonga, Canuopa e Anhetibe fazem parte do Parque Nacional de Orango No parque existe uma colonia de  hipopótamos e de acordo com as crenças religiosas da população local, o hipopótamo é um animal sagrado, pelo que não pode ser morto ou ferido. Outros animais que se podem encontrar são as tartarugas marinhas e manatins  africanos.

## .Ligações externas
- Página da UNESCO sobre a Reserva da Biosfera dos Bijagós

1. ↑  «Island Directory ,UNEP». UNEP ,United Nations Environment Programme. 2 de maio de 1998. Consultado em 17 de maio de 2018
2. ↑  «CENSOS 2009» (PDF). Instituto Nacional de Estatística da Guiné Bissau. Consultado em 17 de maio de 2018
3. ↑  «Parque Nacional de Orango PNO». IBAP Instituto da Biodiversidade e das Áreas Protegidas. Consultado em 17 de maio de 2018. Arquivado do original em 6 de janeiro de 2018
4. ↑  «presstur». Presstur. 10 de março de 2017. Consultado em 17 de maio de 2018
5. ↑  Costa, Sandra Silva (25 de maio de 2017). «Suplemento Fugas ,Jornal Publico,Portugal». Jornal Público ,Portugal. Consultado em 17 de maio de 2018